# Kabaddi

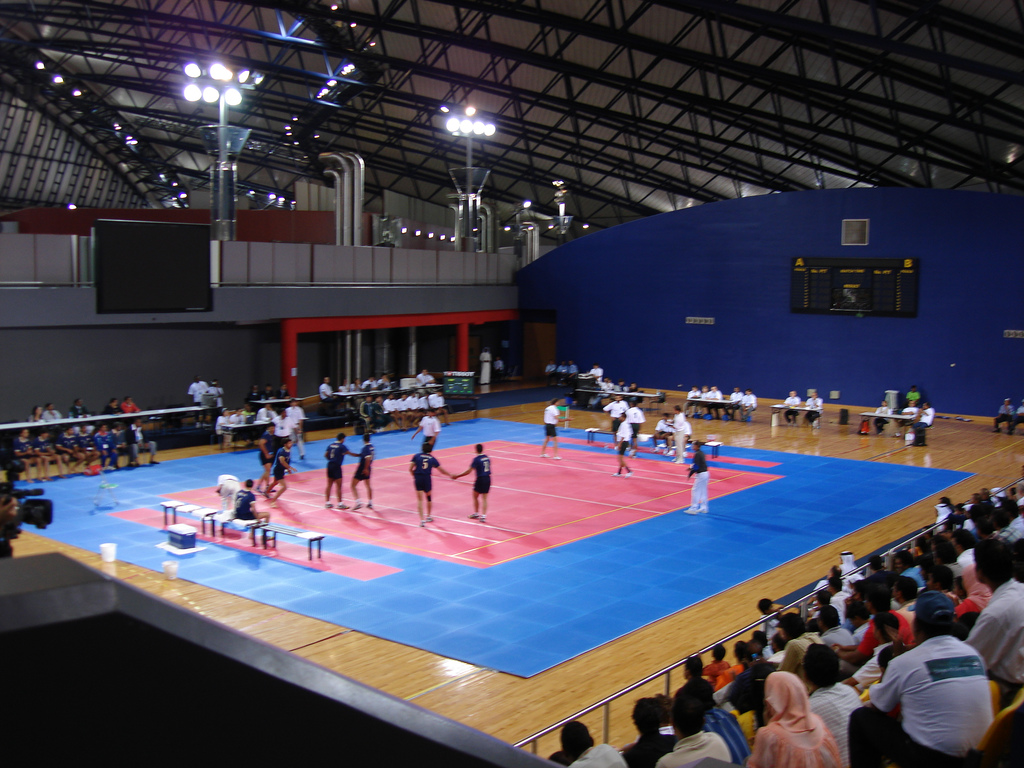
Competição de Kabaddi nos Jogos Asiáticos de 2006.

Kabaddi é um esporte de contato originário da Índia Antiga. Kabaddi é um termo que engloba varias formas do jogo incluindo regras internacionais, e os estilo indianos de Kabaddi: Sanjeevani, Gaminee, Amar e Punjabi. Kabaddi também possui esportes similares conhecidos por nomes regionais, tais como, hadudu em Bangladesh, baibalaa nas Ilhas Maldivas, chedugudu no estado de Andhra Pradesh, sadugudu em Tamil Nadu e hututu em Maharashtra.
Kabaddi é o esporte nacional do Bangladesh e dos estados indianos Tamil Nadu, Maharashtra, Bihar, Andhra Pradesh, Telangana e Punjab. A Seleção Indiana é a maior vencedora internacionalmente com 3 títulos na Copa do Mundo padrão e 6 títulos na categoria masculina e 4 troféus na feminina pela Copa do Mundo circular. O esporte faz parte do programa dos Jogos Asiáticos. O esporte possui 3 disciplinas diferentes: o estilo tradicional, o estilo de praia e o estilo circular.
No jogo há a formação de 2 equipes com duração de 45 minutos para homens e juvenis com intervalo de 5 minutos e mudança de lado de quadra. Enquanto que para as mulheres e crianças são 35 minutos sob as mesmas condições da primeira. O esporte é essencialmente físico — sem necessidade de equipamentos — e demanda aos praticantes: agilidade, coordenação, capacidade respiratória, velocidade, força e principalmente um bom estado psicológico.

## Popularidade
O esporte é popular sobretudo no continente asiático em países como Índia, Nepal, Paquistão, Bangladesh, Japão, Sri Lanka, Tailândia, Malásia, Irã, Coreia e China com competições nacionais disputadas anualmente. Em outros continentes, destaque para Argentina, Canadá, Reino Unido, Itália, Austrália e Trinidad e Tobago.

Kabaddi tornou-se reconhecido pela primeira vez durante partida de demonstração disputada nos Jogos de Berlim 1936 e foi incluído como jogo demonstração no IX Asia Games sediado pela Índia em 1982. O esporte tornou-se regular nos jogos Sul asiáticos no ano de 1984 jogado em Dhaka, Bangladesh. De acordo com o pedido oficial da WKF, o comitê Olímpico Internacional assegura o reconhecimento do esporte tendo o mínimo de 50 federações filiadas.

## Mídia alternativa
No dia 3 de abril de 2021, durante a temporada de primavera, estreou no Japão o anime Shakunetsu Kabaddi, baseado em um web mangá de 2015 escrito por Hajime Musashino e publicado pela empresa Shogakukan. Na história, o estudante Tatsuya Yoigoshi era considerado um prodígio jogador de futebol; porém depois de um tempo ele resolve abandonar o esporte e se isolar das pessoas. Após muitas recusas a clubes esportivos, Yoigoshi se vê forçado a jogar uma partida de Kabaddi para experimentar e aos poucos vai conhecendo as regras da modalidade com a ajuda de seus companheiros de time. O mangá possui até o momento 17 volumes — o último em 12 de abril de 2021 —, enquanto o anime deve ter 12 episódios até o fechamento da temporada.[